# Calvário (Vila Nova)
Calvário é um local habitado da freguesia da Vila Nova, concelho da Praia da Vitória, ilha Terceira, Açores. Esta localidade carateriza-se por ser o local mais alto da freguesia, o que permite avistar a freguesia das Lajes (Praia da Vitória) e a restante freguesia da Vila Nova.

## Património natural
- Praia das Escaleiras